# Special Interest Group on Management of Data
Special Interest Group on Management of Data (SIGMOD) は、Association for Computing Machinery (ACM) の大規模データ管理の問題およびデータベースを扱う分科会 (Special Interest Group, SIG) である。
日本では、ACM SIGMOD 日本支部 (SIGMOD-J) が、日本データベース学会と一体になって運営されている。
SIGMODカンファレンスを1975年から毎年開催している。
このカンファレンスは、大規模データ管理の問題およびデータベースにおいて、最も重要な会合の一つと位置づけられている。
これまではこのカンファレンスは北アメリカで開催されてきたが、近年では欧州 (2004年) 、アジア (2007年) でも開催されている。
SIGACT (Special Interest Group on Algorithms and Computation Theory, アルゴリズムと計算理論を扱うSIG) およびSIGART (Special Interest Group on Artificial Intelligence, 人工知能を扱うSIG) と協力して、ACM Symposium on Principles of Database Systems (PODS) という、データベースシステムの理論を扱うカンファレンスを主催し1982年から開催している。
PODSは、1991年からは、SIGMODカンファレンスと共同開催されている。
SIGMODは毎年、データ管理の領域に対して貢献した人々にいくつかの賞を授与して表彰している。
これらの賞のうち、最も重要で権威があると位置づけられているのは、SIGMOD Edgar F. Codd Innovations Award (SIGMODエドガー・F・コッド革新賞) である。
この賞は、関係モデルをはじめとする関係データベースの理論に多大な貢献をしたコンピュータ科学者であるエドガー・F・コッドから名前をとっている。
この賞は、「データベースシステムおよびデータベースについて、その開発・理解・利用において永続的に価値があり革新的でありかつ非常に重要な貢献」を表彰する。

## SIGMODカンファレンスの開催地
| 開催年 | 開催地                 | ウェブページ                                             |
| ------ | ---------------------- | -------------------------------------------------------- |
| 2011年 | アテネ                 | http://www.sigmod2011.org/                               |
| 2010年 | インディアナポリス     | http://www.sigmod2010.org/                               |
| 2009年 | プロビデンス           | http://www.sigmod09.org/                                 |
| 2008年 | バンクーバー           | http://www.sigmod08.org/                                 |
| 2007年 | 北京                   | http://sigmod07.riit.tsinghua.edu.cn/                    |
| 2006年 | シカゴ                 | http://www.umich.edu/sigmod-pods06                       |
| 2005年 | ボルチモア             | http://cimic.rutgers.edu/~sigmod05/                      |
| 2004年 | パリ                   | http://www.sciences.univ-nantes.fr/lina/SIGMODPODS04/    |
| 2003年 | サンディエゴ           | http://www.db.ucsd.edu/SIGMODPODS03/welcome.htm          |
| 2002年 | マディソン             | http://www-db.cs.wisc.edu/sigmodpods2002                 |
| 2001年 | サンタバーバラ         | http://www.cs.ucsb.edu/conferences/sigmod2001/index.html |
| 2000年 | ダラス                 | http://www.seas.smu.edu/sigmod2000/index.html            |
| 1999年 | フィラデルフィア       |                                                          |
| 1998年 | シアトル               |                                                          |
| 1997年 | ツーソン               |                                                          |
| 1996年 | モントリオール         |                                                          |
| 1995年 | サンノゼ               |                                                          |
| 1994年 | ミネアポリス           |                                                          |
| 1993年 | ワシントンD.C.         |                                                          |
| 1992年 | サンディエゴ           |                                                          |
| 1991年 | デンバー               |                                                          |
| 1990年 | アトランティックシティ |                                                          |
| 1989年 | ポートランド           |                                                          |
| 1988年 | シカゴ                 |                                                          |
| 1987年 | サンフランシスコ       |                                                          |
| 1986年 | ワシントンD.C.         |                                                          |
| 1985年 | オースティン           |                                                          |
| 1984年 | ボストン               |                                                          |
| 1983年 | サンノゼ               |                                                          |
| 1982年 | オーランド             |                                                          |
| 1981年 | アナーバー             |                                                          |
| 1980年 | サンタモニカ           |                                                          |
| 1979年 | ボストン               |                                                          |
| 1978年 | オースティン           |                                                          |
| 1977年 | トロント               |                                                          |
| 1976年 | ワシントンD.C.         |                                                          |
| 1975年 | サンノゼ               |                                                          |